# Егуръях
Егуръях (устар. Егур-Ях) — река в России, протекает по территории Нижневартовского района Ханты-Мансийского автономного округа. Устье реки находится в 248 км по правому берегу реки Аган. Длина реки — 91 км, площадь водосборного бассейна — 1140 км².

## Притоки
- 43 км: Ай-Яун (пр)
- 48 км: Харвертъяха (пр)
- Нахальтахма (лв)
- 62 км: Ляпяханэмтъяха (пр)
- 63 км: Тоньехльтыта (пр)
- Димбу (лв)
- Вичетъяун (пр)

## Данные водного реестра
По данным государственного водного реестра России относится к Верхнеобскому бассейновому округу, водохозяйственный участок реки — Обь от впадения реки Вах до города Нефтеюганск, речной подбассейн реки — Обь ниже Ваха до впадения Иртыша. Речной бассейн реки — (Верхняя) Обь до впадения Иртыша.